# Eleni (Film)
Eleni ist eine Literaturverfilmung aus dem Jahr 1985 des gleichnamigen autobiographischen Buches von Nicholas Gage. Das Buch basiert auf einer wahren Geschichte. Während des griechischen Bürgerkrieges wurden über 28.000 griechische Kinder von kommunistischen Partisanen meist freiwillig evakuiert und in verschiedene kommunistischen Länder „in Sicherheit gebracht“.

## Handlung
Wie das Buch ist der Film eine durch den Schriftsteller Gage beziehungsweise New-York-Times-Reporter Nick erzählte Rückblende. Er lebt heute in den Vereinigten Staaten und kehrt nach dreißig Jahren in seine Heimat Griechenland zurück, um das Geheimnis um den Tod seiner Mutter zu lösen, die sterben musste, als er noch ein Kind war.
Der Film zeigt die Auswirkungen des griechischen Bürgerkrieges in den 1940er Jahren im abgelegenen griechischen Heimatdorf von Gage und er untersucht, was mit seiner Mutter geschah, nachdem kommunistische Guerillas das kleine Bergdorf Lia in der nordwestgriechischen Region Epirus überfallen und den Bewohnern die Lebensmittelvorräte weggenommen hatten. Im Laufe seiner Recherchen erfährt Nick, dass seine Mutter Eleni von den Partisanen hingerichtet wurde, weil sie die Flucht ihrer Kinder aus dem von den kommunistischen Partisanen besetzten Dorf arrangiert hatte, nachdem die ältesten Töchter gezwungen wurden, für die Partisanen zu kämpfen und man ihr die jüngeren Kinder wegnehmen wollte.
Als es Gage schlussendlich gelingt, den Hauptverantwortlichen für die Folter und den Tod an seiner Mutter in Griechenland aufzuspüren, bringt er es nicht fertig, ihn – wie beabsichtigt – zu töten. Er erzählt im Film, dass ihn die Liebe seiner Mutter zu ihren Kindern, die er als Kind erfahren hatte und denen ihr letzter Aufschrei galt, letztendlich daran hinderte. Während der Film sich mehr auf den erwachsenen Gage und seine Untersuchung konzentriert, liegt der Fokus des Buches mehr auf den Ereignissen in dem kleinen armen Dorf seiner Kindheit.

## Kritik
Das Magazin Cinema schrieb: „Starke Darsteller retten den etwas oberflächlich in Rückblenden erzählten Krimi nach der Biografie eines New Yorker Reporters.“

## Trivia
Das niederländische Musikerduo Tol & Tol verarbeitete das Thema 1990 erfolgreich im gleichnamigen Lied Eleni, unter anderem auch in einer gemeinsamen Gesangsversion mit dem griechischen Sänger Demis Roussos.